# Anna Alin-Bosson
Anna Teresia Alin-Bosson, född Alin 9 december 1883 i Borlunda församling i Skåne, död 21 juni 1962 i Enskede församling, Stockholm, var en svensk folkhögskollärare, musikpedagog och skolledare. Hon var under mer än 30 år biträdande föreståndare vid Tärna folkhögskola; hon var även rektor för lanthushållsskolan vid Tärna.

## Barn- och ungdomsår
Alin-Bosson föddes 1883 och växte upp i Borlunda kyrkby mellan Eslöv och Lund, där fadern Olof Alin var skollärare och kantor. Modern Maria, född Andersdotter, födde sju barn varav alla utom Anna Alin-Bosson och den äldre brodern Folke dog före tre års ålder. 1899 avslutade Alin-Bosson sju års studier vid Eslövs enskilda elementarskola för flickor och 1902 tog hon studentexamen vid Katedralskolan i Lund. Sedan följde folkskollärarexamen 1904 vid det nya folkskollärarinneseminariet i Landskrona och därefter fick hon anställning vid Klippans samskola. Där stannade hon under tre år men tog samtidigt organist- och kyrkosångarexamen i Strängnäs 1906.

## Äktenskap
1908 gifte sig Alin-Bosson med Nils Hjalmar Bosson. De fick två döttrar tillsammans. Maken, som kom från en familj med stark folkhögskoleförankring, hade studerat geografi i Lund och sedan blivit folkhögskollärare. Han hade strax före giftermålet tillträtt tjänsten som föreståndare vid Hammenhögs folkhögskola i Skåne. Anna Alin-Bossons uppgift blev att bistå honom som biträdande föreståndare med ansvar för de kvinnliga kurserna. Hon engagerade sig särskilt i den husmoderskurs som skapades och bidrog genom sitt sätt att organisera den till utvecklingen mot en självständig lanthushållsskola, en reform som genomfördes nationellt 1913 då folkhögskolorna fick möjlighet att anordna kvinnliga lanthushållsskolor som en motsvarighet till de manliga lantmannaskolorna. Husmodersutbildningen i Hammenhög betonade relationerna mellan lanthushållet och lantbruket men omfattade även hälso- och barnavård, barnuppfostran med psykologi samt hemvård där estetik och konststudier ingick.
Efter några lämnade dock Anna Alin-Bosson Hammenhög. År 1913 tillträdde maken befattningen som rektor för Tärna folkhögskola, belägen i Kumla församling utanför Sala i Västmanland. Här kom de att stanna under 35 år, fram till pensioneringen. Tärna var en av de äldsta folkhögskolorna och hade tack vare den tidigare föreståndaren Teodor Holmberg och hans hustru Cecilia Bååth-Holmberg blivit känd.

## Tärna folkhögskola
Anna Alin-Bosson fick i uppgift att ta över efter Cecilia Bååth-Holmberg som ansvarig på Tärna för de kvinnliga sommarkurserna och för de husmoderskurser som omorganiserats till lanthushållsskola. 1915 slog de kvinnliga folkhögskole- och lanthushållskurserna på Tärna svenskt rekord i deltagande med 105 elever. Lanthushållsskolans utbildning låg liksom den kvinnliga folkhögskolekursen under sommarhalvåret, men 1917 utvecklade man även en kortare vinterkurs. När verksamheten löpte på under hela året blev det enklare att driva småjordbruket som var knutet till lanthushållsskolan. Dessutom fick man lättare att rekrytera kvalificerade lanthushållslärare eftersom de kunde garanteras arbete året om. Trädgården rustades också upp, vilket innebar att utbildningen i trädgårdsskötsel kunde förstärkas. I mångt och mycket utgick nog verksamheten från det maternella bildningsideal Bååth-Holmberg förespråkat, med fokus på praktiskt hushållsarbete i andras eller eget hem. Successivt ställde samhällets omvandling dock nya krav på utbildningen för kvinnor, med större fokus även på teoretiska kunskaper. Folkhögskolan blev också efter hand en allt viktigare utbildningsväg för kvinnor som ville gå vidare till andra studier. 1937 började man därför på Tärna folkhögskola ta emot kvinnliga elever även på vinterkursens andra årskurs, vilket innebar att man för första gången praktiserade samundervisning. 1942 frikopplades Tärna lanthushållsskola helt från folkhögskolan och Anna Alin-Bosson blev då dess rektor fram till 1944. Vid folkhögskolan fortsatte hon sitt arbete fram till makens pensionering 1947.
Utöver engagemanget för de kvinnliga folkhögskolekurserna och lanthushållsskolan hade Alin-Bosson ett starkt intresse för musik. Den unisona sången var viktig inom folkhögskolerörelsen och betonades starkt av de tidigare föreståndarna på Tärna. Alin-Bosson stärkte dess ställning ytterligare. Hon var en skicklig pianist och sångerska samt en framstående sångpedagog. Hon betonade allsångens betydelse och främst var det den hon arbetade med i sångundervisningen. Hon undervisade både de manliga och de kvinnliga eleverna i sång. Hennes mål var framförallt att väcka lusten att sjunga och att lära in sånger som gav eleverna en rik repertoar med uttryck för olika stämningar. Hon ledde även skolans kör, där stämsången dominerade. Kören hade även framträdanden i Kumla kyrka.
Tärna förblev under makarna Bossons tid en stor och viktig folkhögskola. 1934 organiserades en kurs för unga folkhögskollärare på uppdrag av Svenska Folkhögskolans Lärarförbund. Man hade täta kontakter med andra folkhögskolor, bland annat med Bollnäs folkhögskola där makens syster Ingeborg Bosson var rektor. Man stärkte de internationella kontakterna och skapade personliga kontakter med människor i övriga Norden och i andra länder; konstnärer, pedagoger, vetenskapsmän och representanter för tidens kulturliv besökte skolan. Man försökte också tydligare knyta an till den danska folkhögskolerörelsens traditioner. Många elever kom från isolerade gårdar och byar på landsbygden eller från krävande förhållanden inom arbetslivet. Efter hand kom också alltfler internationella elever. I ett sådant sammanhang blev den Grundtvigska tanken om folkhögskolan som en hem- och familjeliknande gemenskap extra viktig. Där fick Alin-Bosson en viktig roll för sin förmåga att bygga gemenskap genom musiken.

## Föreningsliv
Anna Alin-Bosson hade även ett stort engagemang i föreningslivet, knutet till hennes kristna tro, samt till sången och till kvinnofrågan. Under studietiden sjöng hon i flera körer i Skåne. Hon grundade Kumla församlings kyrkokör 1933 och var dess ledare fram till 1947. Hon deltog också flera gånger i Västerås stifts kyrkosångshögtider. Alin-Bosson var medlem bland annat i Fredrika-Bremer-Förbundet, Riksförbundet kvinnlig samhällstjänst och Vita Bandet samt styrelseledamot i Västmanlands husmodersförbund och i Västmanlands läns hemslöjdsförening. Hon ingick också under några år i styrelsen för Svenska Folkhögskolans Lärarförbund. Hennes publikationer är dock få; exempelvis bidrog hon vid några tillfällen med personliga betraktelser i stiftets julbok. Hon skrev även en artikel om Alice Tegnér i Sveriges K.F.U.K., huvudorgan för Kristliga föreningen av unga kvinnor, KFUK. Den redigerades under 1930-talet av förbundssekreteraren Signe Bosson-Alin som var änka efter Anna Alin-Bossons bror Folke men även syster till maken.

## Efter pensionering
Anna Alin-Bosson flyttade vid pensioneringen 1947 till Stockholm. Hon och maken fortsatte dock att vara engagerade i internationella folkhögskolesamarbeten under ytterligare några år; bland annat undervisade hon på en fransk-nordisk folkhögskolekurs i Rambouillet, Frankrike, under början av 1950-talet.
Anna Alin-Bosson avled i Enskede 1962. Hon jordfästes i Kumla kyrka och är gravsatt på Kumla kyrkogård.

### Fotnoter
1. 1 2 3 4  Svenskt kvinnobiografiskt lexikon-id: AnnaAlinBosson, läst: 28 juni 2020.[källa från Wikidata]
2. 1 2 3 4 5 6 7 8  Anna Teresia Alin-Bosson, Svenskt kvinnobiografiskt lexikon (artikel av Kerstin Rydbeck), hämtad 2020-06-29.

### Webbkällor
- Kerstin Rydbeck: Anna Alin-Bosson i Svenskt kvinnobiografiskt lexikon , hämtad 2020-06-29.